# Начало (Секретные материалы)
«Начало» (англ. «The Beginning») — 1-й эпизод 6-го сезона сериала
«Секретные материалы». Премьера
состоялась 8 ноября 1998 года на телеканале FOX.
Эпизод позволяет более подробно раскрыть так называемую «мифологию сериала», заданную в пилотной серии
Режиссёр — Ким Мэннэрс, автор сценария — Крис Картер, приглашённые звёзды — Митч Пиледжи, Джеймс Пикенс-мл.,
Мими Роджерс.
В США серия получила рейтинг домохозяйств Нильсена, равный 11,9, который означает, что в день
выхода серию посмотрели 20,34 миллиона человек.
Главные герои серии — Фокс Малдер (Дэвид Духовны) и Дана Скалли (Джиллиан Андерсон), агенты ФБР, расследующие сложно поддающиеся научному
объяснению преступления, называемые Секретными материалами.

## Сюжет
Малдер и Скалли предстали перед наблюдательным советом, чтобы обосновать необходимость своего возвращения к работе с Секретными материалами. Совет нуждается в научном доказательстве внеземной жизни. Малдер доказывает, что конкретное доказательство — это Скалли, которая была инфицирована инопланетным вирусом. Когда Скалли высказывает неопределённое отношение к этой инфекции, совет даёт им последнюю возможность представить конкретное доказательство.
Скиннер тайком наводит Малдера на странный случай в Аризоне, который мог бы дать ему необходимое свидетельство. На месте преступления Малдер предположил, что жертва была инфицирована инопланетным вирусом и что этот вирус в конечном счёте произвел инопланетное существо. Существо разорвало грудь жертвы изнутри, во время своего рождения.
Синдикат недоволен, что эта "ситуация" привлекает к себе слишком много внимания. Курильщик ручается, что он сам позаботится о этой проблеме. Он привозит Гибсона Прайса, молодого шахматного гения, на место преступления в надежде на то, что Прайс сможет предвидеть, куда направится это существо. Агенты отосланы в близлежащую электростанцию, где произошло другое убийство. Они встречены агентами Спендером и Фоули, которые отказывают Малдеру в доступе к новому месту преступления. Когда Малдер и Скалли возвращаются их автомобилю, они находят Прайса, спрятавшегося на заднем сидении. Малдер тоже хочет использовать Прайса, чтобы найти инопланетное существо, но Скалли отговаривает его от этого, объясняя, что Прайс является тем самым, научным свидетельством, которое ищет Малдер. Прайс может подтвердить все высказывания Малдера. Когда Скалли сообщает Малдеру, что Прайс нуждается в медицинском обслуживании и что она собирает везти его в больницу, подходит агент Фоули. Скалли уезжает с Гибсоном в больницу, а Малдер и Фоули идут на электростанцию, чтобы найти существо. Там они обнаруживают свидетельства того, что пришелец все ещё там. Малдер звонит Скалли в больницу, чтобы сообщить ей это; в свою очередь, она сообщает, что Гибсон имеет следы инопланетного вируса в своём теле — так или иначе, он является частично инопланетянином. Когда Скалли отвлекалась на звонок, Человек с чёрными волосами похищает Прайса и везет его к электростанции, чтобы найти и уничтожить пришельца. Малдер захватывает Прайса и Человека с чёрными волосами, но слишком поздно. Они заперлись внутри реакторной комнаты. Малдер беспомощно наблюдает, как пришелец убивает Человека с чёрными волосами. Пришелец поворачивается к Прайсу. В это время звучит сирена, и агенты ФБР собираются рядом. Фоули теперь, кажется, на стороне Спендера, она подходит к Малдеру и предлагает ему отступить.